# Mattias Eklundh
Mattias «IA» Eklundh, né en 1969 à Göteborg en Suède, est un guitariste et chanteur suédois officiant dans les groupes Freak Kitchen, Frozen Eyes, Fate et the Jonas Hellborg Trio.

## Biographie

### Jeunesse
Mattias Bernt Johannes Eklundh est surnommé « IA », parce que, enfant, il n'arrivait pas à prononcer son prénom (Mattias) correctement.
Il commence la batterie à l'âge de 6 ans et se passionne pour la guitare qu'il apprend en autodidacte dès l'âge de 13 ans. Il quitte l'école vers ses quinze ans pour se consacrer à la musique.

### Carrière
En 1992, il fonde avec Christian Grönlund (basse, chant) et Joakim Sjöberg (percussions, chant) le groupe Freak Kitchen. Leur premier album Appetizer sort en 1994.
En 1999, il sort Freak Guitar, un album solo, premier d'une série de trois albums.
En 2005, il tourne en Inde avec le bassiste suédois Jonas Hellborg. Ils sortent l'album Art Metal (en) en 2007, mêlant métal et musique indienne.
Il est installé dans la campagne suédoise.

### Autres activités
Outre son travail de musicien, il est également producteur et compositeur, et tire des revenus de la vente de partitions. Il a une chaine YouTube sur laquelle il joue à de vieux jeux avec son fils,.
En 2008, il fonde le festival Freak Guitar Camps, une masterclasse d'une semaine avec de nombreux invités, qui réunit jusqu'à 80 guitaristes internationaux.
Végétarien depuis la fin des années 1990, il a lancé une marque de vêtements bio et équitable « No Bull Stuff Organic Clothing »

## À propos de sa musique
Frank Zappa est son compositeur préféré, et John McLaughlin son guitariste préféré.
Les albums en solo de la série Freak Guitar, outre la virtuosité, sont pleins d'humour.
Il est notamment connu pour sa connaissance très poussée des harmoniques de la guitare.

## Matériel

### Guitare
- Apple Horn de Caparison[réf. souhaitée]
- guitare 8 cordes signature Apple Horn, avec micros DiMarzio[6],[7]

### Amplificateur
- VH100R (avec bafle GS), VC50 et TT100H le tout de chez Laney[réf. souhaitée]

## Discographie

### Solo
- 1997 : Sensually Primitive (en) (sous le nom de Mr Libido) (Thunderstruck)
- 1999 : Freak Guitar[8] (Thunderstruck)
- 2004 : Freak Guitar: The Road Less Traveled (Nothing To Say)
- 2013 : Freak Guitar: The Smorgasbord (en) (Favored Nations)

### Freak Kitchen
- 1994 : Appetizer (Thunderstruck)
- 1996 : Spanking Hour (Thunderstruck)
- 1997 : Junk Tooth (EP, Thunderstruck)
- 1998 : Freak Kitchen (Thunderstruck)
- 2000 : Dead Soul Men (Thunderstruck)
- 2002 : Move (Thunderstruck)
- 2005 : Organic (Thunderstruck)
- 2014 : Cooking with Pagans (Thunderstruck)
- 2018 : Confusion to the Enemy (Thunderstruck)

### Participations
Avec Evergrey
- 2004 : The Dark Discovery

Avec Ken Tamplin
- 2004 : Wake the Nations

Avec Fate
- 2005 : Scratch'n Sniff

Avec Jonas Hellborg
- 2007 : Art Metal (en) (Bardo Records)
- 2014 : The Jazz Raj (Bardo Records)

Avec Teodor Tuff
- 2012 : Soliloquy

Avec Jason Becker
- 2012 : Jason Becker's Not Dead Yet: Live in Haarlem
- 2018 : Triumphant Hearts

Avec Vernon Neilly
- 2016 : Outta Time

Avec Lorenzo Feliciati
- 2017 : Elevator Man

Avec Mindstunt
- 2017 : For What It's Worth

Avec Nocturnal Rites
- 2017 : Phoenix

Avec Jen Majura
- 2017 : Inzenity

Avec Devoid
- 2017 : Cup Of Tears

Avec Panzerballett
- 2017 : X-Mas Death Jazz (Nightmare Records)

Avec Johan Kihlberg's Impera
- 2018 : Age of Discovery (Aor Heaven)

Avec Elena Seagalova
- 2019 : Zero Point

Avec Lance King
- 2019 : ReProgram

Avec Darby Todd
- 2021 : The Reality of Zeros and Ones

## Vidéo
- Freak Guitar Vol 1 (vidéo pédagogique pour guitare, tournée en 1994 et publiée en 1995, Thunderstruck Productions)